# にっぽん菜発見 そうだ、自然に帰ろう
『にっぽん菜発見 そうだ、自然に帰ろう』（にっぽんさいはっけん そうだ しぜんにかえろう）は、2003年10月5日から2010年3月28日まで、朝日放送・PTV（プランニング・テレビジョン）の共同制作により、テレビ朝日系列（フルネット24局）で毎週日曜9:30 - 10:00（JST）に放送された紀行・教養番組である。通称「にっぽん菜発見」。

## 概要
本番組は『新★得するテレビ ホンジャマカな日曜日』の後番組として放送を開始した。ホンジャマカも引き続き出演した。
毎週日本各地の村々を訪ね、その土地の農産物などの名産品を紹介、現地の人々との交流や触れ合いが放送された。
また、系列外では山梨放送、北日本放送、山陰放送、高知放送でも遅れネットで放送された。
2008年4月6日放送分からハイビジョン制作を開始。
農産物をほぼ毎週紹介しているため、主要スポンサーにJAグループが入っているが、時期により一社提供や複数社提供（PT扱いも含む）になる場合もあった。
開始当初はJAグループの単独提供だったが、一時期、ジャパネットたかた筆頭でJAグループが各社扱いでの複数社提供とジャパネットたかたとJAグループの提供の時期があり、最終回まではJAグループのみが残り、JAグループ以外の枠はPTになった。
2010年4月4日より同枠で『冒険JAPAN! 関ジャニ∞MAP』が放送されることになったため、2010年3月28日放送分をもって終了した。最終回は、東ちづるが鎌倉・三浦半島を訪れ、放送開始から7年間、全320回の放送を終えた。これによりホンジャマカの番組が8年間の幕を閉じた。朝日放送制作日曜朝9時30分枠で放送された番組としては最も長く続いた番組である。
前半の提供クレジットのBGMはアニメ『東京ミュウミュウ』の次回予告およびアニメ『無限戦記ポトリス』のオープニング曲で使用されたものの後半部分を短縮編集したものが使用された。

## 主な出演者

### 旅人
太字は、番組内でのキャッチコピー
- 石塚英彦（ホンジャマカ）「食の狩人」
- 東ちづる「とれたて料理人」
- 東貴博（Take2）「下町の収穫王子」
- 安倍麻美（年1回、8月の「夏休みスペシャル」で石塚の回に出演。ただし2009年は出演していない）

レギュラー3人はそれぞれ隔週での出演となり、石塚→東ちづる→石塚→東貴博のローテーションで出演した。

### ナレーション
- 恵俊彰（ホンジャマカ） - 恵と石塚がポジションを交換した回も存在する。
- 原田知世

## 番組の大まかな流れ
1. 毎回、1つの都道府県を取り上げ、その都道府県の「○大料理」「○大絶景」等（○には数字が入り、例えば「沖縄県の4大郷土料理」）を捜す旅に出る。
  - 石塚が登場する場合は必ず料理がテーマになり、石塚以外の場合のみ料理以外のテーマになることがある。
2. 最初に、旅人が自己紹介。大抵の場合、上記キャッチコピーをつけて自己紹介する。
  - 東貴博が登場する場合は、キャッチコピーを言わない代わりに、自らを「東MAXです」と名乗ったり、代名詞的な挨拶である「一万円紙幣の札束で顔を拭く」仕草を行うことが多い。
3. 旅先が東京から離れている都道府県の場合は、ANAの旅客機の飛行映像と共に「○○県へは、羽田からおよそ○時間○分の空の旅」と紹介される。東京から近い場合やANAでは移動出来ない場合（飛騨高山・南紀白浜など）は都道府県のみを紹介。
4. あらゆるところを訪ねながら、テーマの「○大何とか」を見つけていく
5. 旅の途中で、必ず農産物の収穫や漁に立ち会うシーンがある。その後で、後述の「農家さんレシピ」でアイデア料理が披露される。
  - 通常、東ちづるや一般からの出演者が使用するエプロンは、スポンサーのJAグループ等が推進する「みんなのよい食プロジェクト」のキャラクターである「笑味ちゃん」（えみちゃん）がデザインされたものを着用する。
  - 東貴博はネギが好物であることから、ネギが名産の都道府県であれば必ずと言っていいほどネギの収穫の場面が放送される。
6. 番組の最後にプレゼント告知が行われた。2008年までは番組特製クオカードのみだったが、2009年以降は、クオカードとその回で取り上げた食材がセットでプレゼントされるようになった。

## 農家さんレシピ
- 「お母さんレシピ」（石塚または貴博の場合）旬の食材を農家のお母さん自らアイデア料理を披露。
- 「ちづる流レシピ」（ちづるの場合）全ての食材をちづるの考案でアイデア料理を披露。

## 特別番組
2010年3月14日には14:00 - 15:30に特別番組『食べまくれ!!グルメの達人が行く!!日本一の産地 裏メニュー!! 』と題して､本番組のレポーターが料理界の重鎮・服部幸應から依頼された有名食材を使った日本一の産地ならではの「達人さえ知らないグルメ」を見つけ出す旅へ出かける番組として放送された｡

## ネット局
| 放送対象地域   | 放送局                   | 系列                                         | 放送曜日・時間     | ネット状況 |
| -------------- | ------------------------ | -------------------------------------------- | ------------------ | ---------- |
| 近畿広域圏     | 朝日放送（ABC）          | テレビ朝日系列                               | 日曜9:30 - 10:00   | 制作局     |
| 関東広域圏     | テレビ朝日（EX）         | テレビ朝日系列                               | 日曜9:30 - 10:00   | 同時ネット |
| 北海道         | 北海道テレビ（HTB）      | テレビ朝日系列                               | 日曜9:30 - 10:00   | 同時ネット |
| 青森県         | 青森朝日放送（ABA）      | テレビ朝日系列                               | 日曜9:30 - 10:00   | 同時ネット |
| 岩手県         | 岩手朝日テレビ（IAT）    | テレビ朝日系列                               | 日曜9:30 - 10:00   | 同時ネット |
| 宮城県         | 東日本放送（KHB）        | テレビ朝日系列                               | 日曜9:30 - 10:00   | 同時ネット |
| 秋田県         | 秋田朝日放送（AAB）      | テレビ朝日系列                               | 日曜9:30 - 10:00   | 同時ネット |
| 山形県         | 山形テレビ（YTS）        | テレビ朝日系列                               | 日曜9:30 - 10:00   | 同時ネット |
| 福島県         | 福島放送（KFB）          | テレビ朝日系列                               | 日曜9:30 - 10:00   | 同時ネット |
| 新潟県         | 新潟テレビ21（UX）       | テレビ朝日系列                               | 日曜9:30 - 10:00   | 同時ネット |
| 長野県         | 長野朝日放送（abn）      | テレビ朝日系列                               | 日曜9:30 - 10:00   | 同時ネット |
| 静岡県         | 静岡朝日テレビ（SATV）   | テレビ朝日系列                               | 日曜9:30 - 10:00   | 同時ネット |
| 石川県         | 北陸朝日放送（HAB）      | テレビ朝日系列                               | 日曜9:30 - 10:00   | 同時ネット |
| 中京広域圏     | メ〜テレ（NBN）          | テレビ朝日系列                               | 日曜9:30 - 10:00   | 同時ネット |
| 広島県         | 広島ホームテレビ（HOME） | テレビ朝日系列                               | 日曜9:30 - 10:00   | 同時ネット |
| 山口県         | 山口朝日放送（yab）      | テレビ朝日系列                               | 日曜9:30 - 10:00   | 同時ネット |
| 香川県・岡山県 | 瀬戸内海放送（KSB）      | テレビ朝日系列                               | 日曜9:30 - 10:00   | 同時ネット |
| 愛媛県         | 愛媛朝日テレビ（eat）    | テレビ朝日系列                               | 日曜9:30 - 10:00   | 同時ネット |
| 福岡県         | 九州朝日放送（KBC）      | テレビ朝日系列                               | 日曜9:30 - 10:00   | 同時ネット |
| 長崎県         | 長崎文化放送（NCC）      | テレビ朝日系列                               | 日曜9:30 - 10:00   | 同時ネット |
| 熊本県         | 熊本朝日放送（KAB）      | テレビ朝日系列                               | 日曜9:30 - 10:00   | 同時ネット |
| 大分県         | 大分朝日放送（OAB）      | テレビ朝日系列                               | 日曜9:30 - 10:00   | 同時ネット |
| 鹿児島県       | 鹿児島放送（KKB）        | テレビ朝日系列                               | 日曜9:30 - 10:00   | 同時ネット |
| 沖縄県         | 琉球朝日放送（QAB）      | テレビ朝日系列                               | 日曜9:30 - 10:00   | 同時ネット |
| 福井県         | 福井放送（FBC）          | 日本テレビ系列 テレビ朝日系列                | 金曜 10:20 - 10:50 | 遅れネット |
| 宮崎県         | テレビ宮崎（UMK）        | フジテレビ系列 日本テレビ系列 テレビ朝日系列 | 金曜 16:23 - 16:53 | 遅れネット |
| 山梨県         | 山梨放送（YBS）          | 日本テレビ系列                               | 火曜 9:55 - 10:25  | 遅れネット |
| 富山県         | 北日本放送（KNB）        | 日本テレビ系列                               | 金曜 10:25 - 10:55 | 遅れネット |
| 高知県         | 高知放送（RKC）          | 日本テレビ系列                               | 木曜 9:55 - 10:25  | 遅れネット |
| 鳥取県・島根県 | 山陰放送（BSS）          | TBS系列                                      | 土曜 10:15 - 10:45 | 遅れネット |

- 制作局の朝日放送では、毎年8月の夏の高校野球中継が8:20スタートの場合、後日に臨時枠移動とし、テレビ朝日をはじめとする系列各局へは裏送りで先行ネットしていた（当日が4試合日で、かつ地元代表校が第1試合に登場する地方系列局には、振り替え放送があった）。

## エンディングテーマ
- 「君を愛したい」（歌:南こうせつ）
- 「Magical Way」（歌:尾崎亜美）
- 「未来は今に」（歌:スターダストレビュー）
- 「Distance Love」（歌:光岡昌美）
- 「未来へのストーリー」（歌:KUMI）
- 「ハローハローハロー」（歌：さぁさ）
- 「Future world」（歌：Sky）
- 「シアワセの種」（歌：Miss Monday）

## スタッフ
- 構成：植竹英次、西田哲也【週替り】
- カメラ：貞方則明 ほか【週替り】
- 音声：小林大介 ほか【週替り】
- 照明：清水達哉 ほか【週替り】
- 編集：早川政秀
- MA：横田良孝
- 音効：今村真由美
- 制作デスク：佐々木眞由美
- AD：田中
- ディレクター：日比野高士 ほか【週替り】
- プロデューサー：竹島和彦（朝日放送）、前田恵三、工藤聖太
- 技術協力：東通
- 制作：朝日放送、プランニングテレビジョン